# Новотапівське сільське поселення
Новота́півське сільське поселення (рос. Новотаповское сельское поселение) — муніципальне утворення у складі Юргінського району Тюменської області, Росія.
Адміністративний центр та єдиний населений пункт — село Новий Тап.

## Населення
Населення — 731 особа (2020; 847 у 2018, 1217 у 2010, 1414 у 2002).